# カルンピット駅
カルンピット駅はブラカン州カルンピットにあるフィリピン国鉄北方本線の駅。現在は利用されていない。

## 歴史
前身であるマニラ-ダグパン鉄道(Ferrocarril de Manila-Dagupan)時代からの駅であり、1892年に開業した。この当時は河川橋が建設途中であったため直通運転ではなかったが、1894年には橋が完成し直通運転となっている。同路線の駅として旅客・貨物の両方の輸送に利用された。米比戦争中に一度駅が破壊されている。
1980年代に北方本線の利用は徐々に停止し、1989年にこの駅も利用されなくなった。レールは撤去されているが駅舎は残っている。
その後、旧北方本線の敷設権を利用してマニラとパンパンガを結ぶ旧ノースレール計画でこの路線の再建が検討された。この計画は2007年に中断し、その後旧ノースレール計画も含まれるNBN-ZTR取引汚職スキャンダルによって計画は停止された。
2018年2月、運輸省は刷新されたノースレール計画を公表した。マロロスからパンパンガ州のクラークフィールドを結ぶ69㎞の南北通勤鉄道の第二期工事に同駅名の駅が計画されている。

## ギャラリー

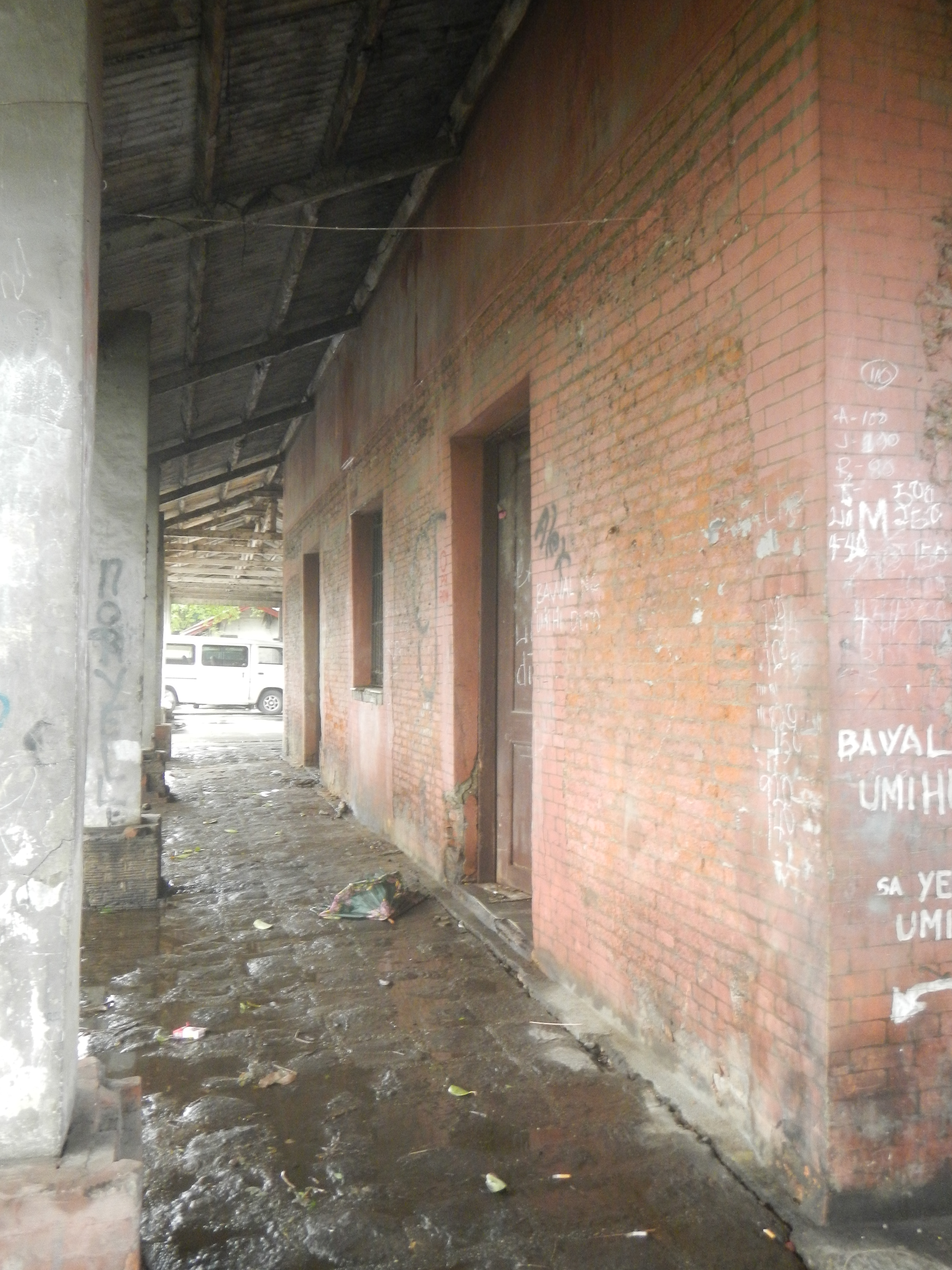
外観
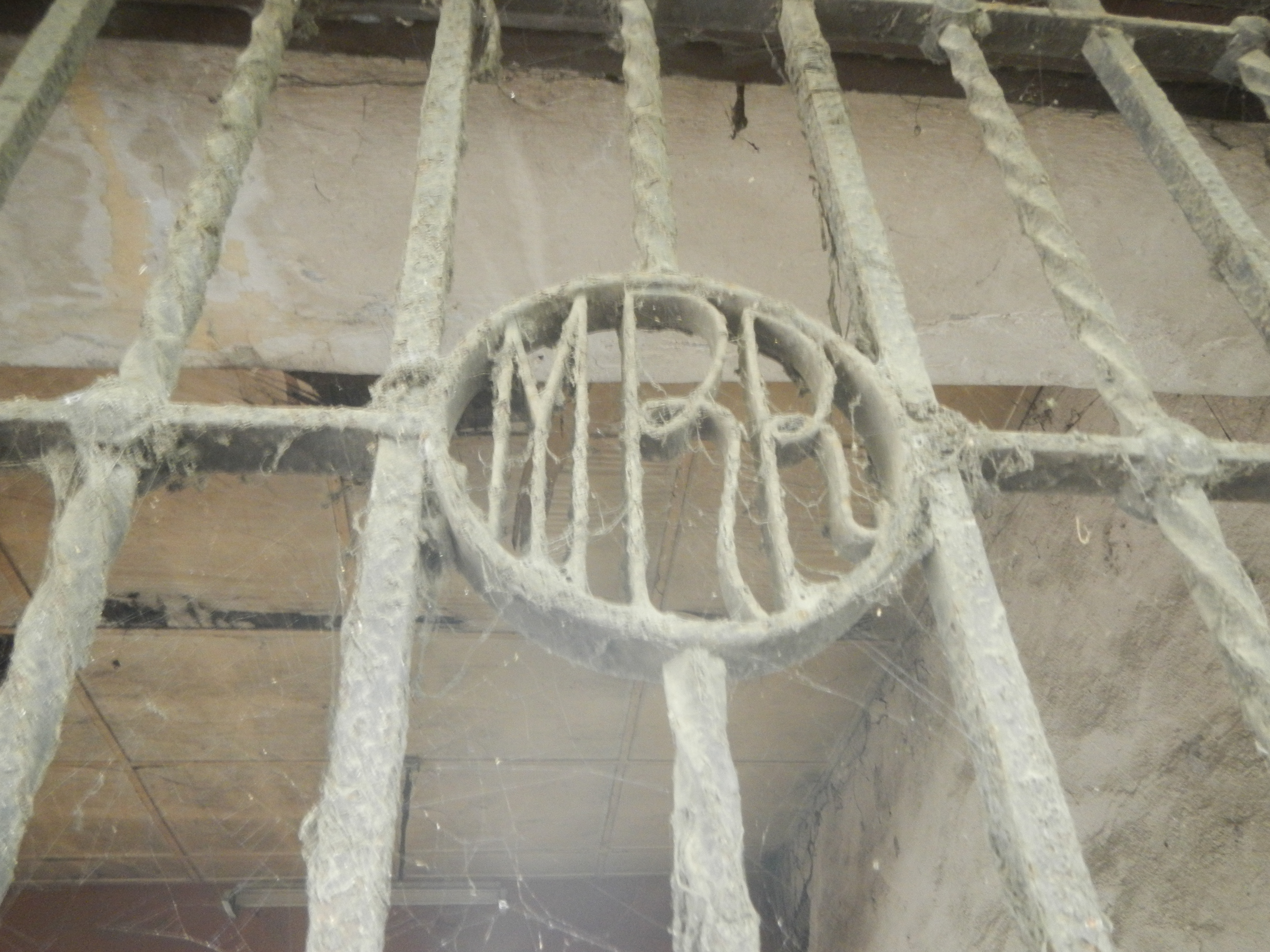
マニラ鉄道社のロゴの入った窓柵
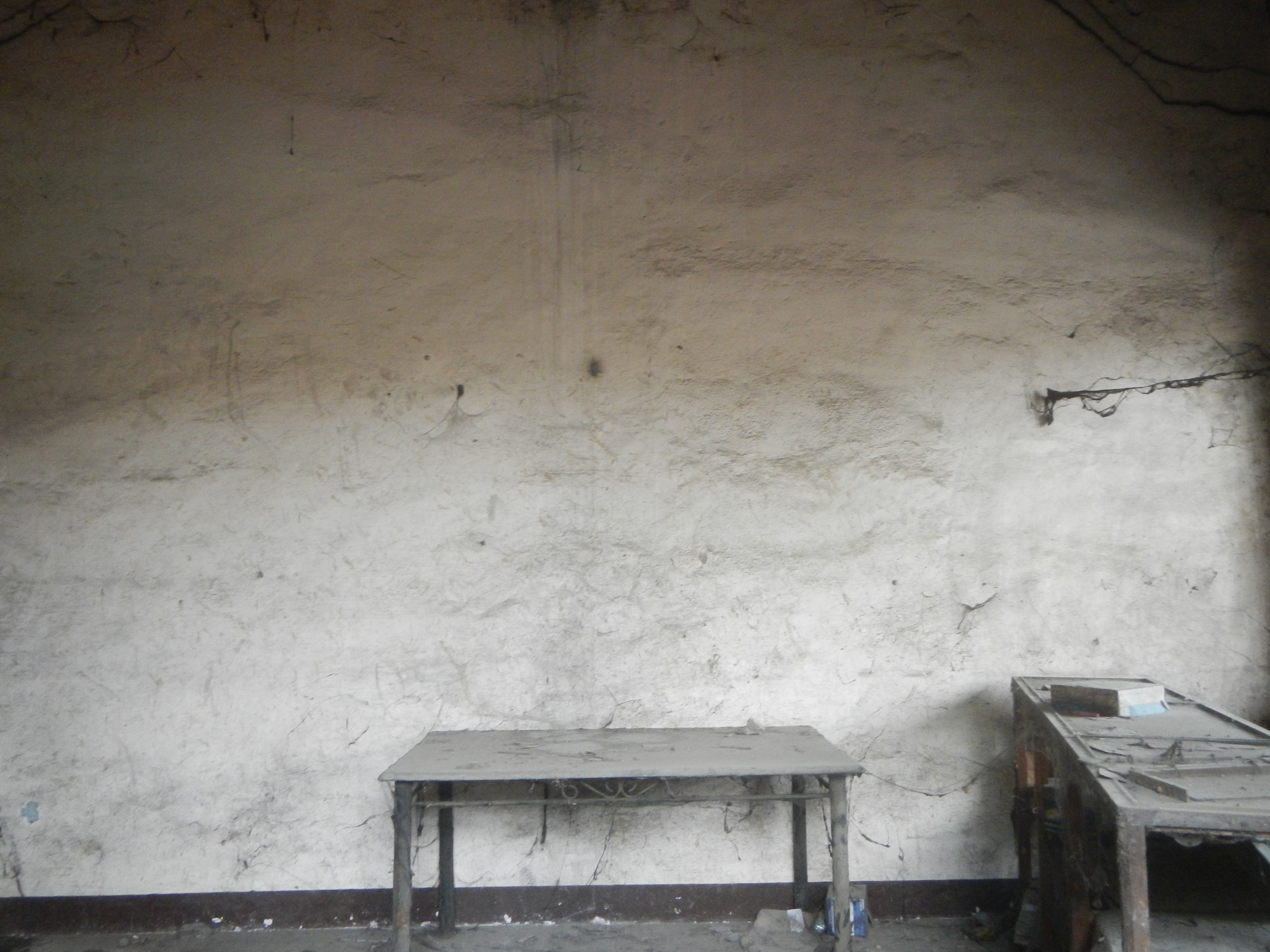
内観

## 註釈
1. 1 2  https://newsinfo.inquirer.net/1074035/what-went-before-the-northrail-project
2. ↑  Northrail construction now 'on track', bayan-natin.blogspot.com, original article at The Manila Bulletin, retrieved October 20, 2011.
3. ↑  Philippine National Railways, retrieved October 20, 2011.
4. ↑  CAPEX Program (October 10, 2011), docs.google.com, retrieved October 20, 2011
5. ↑  “Chinese foreign aid goes offtrack in the Philippines”.   Roel Landingin for PCIJ (Philippine Center for Investigative Journalism). 2012年4月25日時点のオリジナルよりアーカイブ。2011年10月20日閲覧。
6. ↑  Paz, Chrisee Dela. “17 stations of Manila-Clark Railway announced” (英語). Rappler. 2019年4月24日閲覧。